# Ectopatria renalba
Ectopatria renalba är en fjärilsart som beskrevs av W. Warren 1912. Ectopatria renalba ingår i släktet Ectopatria och familjen nattflyn. Inga underarter finns listade i Catalogue of Life.